# Flughafen Gütersloh

i7
i11
i13
Der Flughafen Gütersloh (bis 1993 RAF Gütersloh, IATA-Code: GUT, ICAO-Code: ETUO) war ein Militärflugplatz im nordrhein-westfälischen Gütersloh. Das Areal liegt im Nordwesten des Stadtgebietes und grenzt an das Stadtgebiet von Harsewinkel und die Gemeinde Herzebrock-Clarholz, 72 m ü. NHN. Er wurde zu Beginn von der deutschen Luftwaffe im Zweiten Weltkrieg benutzt, nach Kriegsende bis 1993 von der britischen Royal Air Force (RAF) und für eine kurze Zeit auch zivil.
Der Flugplatz entstand Mitte der 1930er Jahre für die deutsche Luftwaffe. Nach kurzer Nutzung durch die United States Army Air Forces unter der Bezeichnung Advanced Landing Ground ALG Y-99 vom 6. April bis zum 22. Juni 1945 wurde er zwischen 1945 und 1993 von der britischen Royal Air Force genutzt. Diese übergab ihn an die britische Armee. Sie bezeichnete ihn als Princess Royal Barracks und nutzte ihn für Kampfunterstützungsverbände. Neben Logistik-Bataillonen und Regimentern war hier als letzter fliegender Verband ein Heeresflieger-Regiment stationiert.
Der Flugbetrieb der britischen Heeresflieger wurde offiziell am 4. Oktober 2013 eingestellt und das Areal nach Abzug aller militärischer Verbände am 3. November 2016 an die BImA übergeben.

## Geschichte

### Nutzung
Die folgende Aufstellung gibt einen chronologischen Überblick der Hauptnutzer:
1. 1937–1945 Luftwaffe
2. 1945 US Army Air Forces
3. 1945–1993 Royal Air Force
4. 1993–2016 British Army (u. a. Army Air Corps)
5. Mitte 1980er Jahre–1993 Firmen (Bertelsmann und Miele)
6. 1994–2003 Flughafen Gütersloh GmbH

### Fliegerhorst der Luftwaffe

Lage am Rand des Stadtgebietes

Im Jahr 1935 wurde mit dem Bau des Flugplatzes für die Luftwaffe der neugegründeten Wehrmacht begonnen, der Abraum – hier befand sich die höchste eiszeitliche Binnendüne Güterslohs – wurde für den Bau der Reichsautobahn verwendet (heutige A2). Im April 1937 wurde der Flugplatz eröffnet.
Im Mai 1939 wurde hier die II. Gruppe des Kampfgeschwaders 28 aufgestellt. Im Winter 1939/40 folgte die Aufstellung der II. Gruppe des Kampfgeschwaders 54. Die Einheit wurde offiziell am 17. Mai 1940 in Gütersloh in Dienst gestellt. Die von Dr. Büscher in seinem Buch dargestellte Sachlage, das Geschwader wäre von Gütersloh aus am 14. Mai 1940 am Luftangriff auf Rotterdam beteiligt, ist bisher nicht durch Quellen belegbar. Vielmehr erfolgten die Starts von den Stützpunkten Varrelbusch, Hoya9 und Quakenbrück aus.  Zwischen Juni 1940 und März 1941 lag hier die I. Gruppe des Nachtjagdgeschwaders 1 (I./NJG 1). Im Jahr 1942 nahm der aus den Angehörigen der Luftwaffe begründete LSV Gütersloh am Tschammerpokal im Fußball teil. Von 1943 bis 1945 waren Einheiten der Reichsverteidigung in Gütersloh stationiert, unter anderem lagen hier zwischen November 1944 und März 1945 der Nachtjagd-Offizier Kommodore Heinz-Wolfgang Schnaufer mit seinem Stab sowie die II. Gruppe des Nachtjagdgeschwaders 4 (II./NJG 4). Im April 1944 flogen die Alliierten den ersten Bombenangriff auf den Flugplatz, weitere folgten bis Ende März 1945.
Die letzten beiden deutschen Flugzeuge sollen nach Zeitzeugenberichten am 30. März 1945 Richtung Wunstorf gestartet sein. Hierzu gehörte offensichtlich auch Schnaufers Ersatzmaschine, eine Bf 110, deren Flugzeugführer jedoch nach Jagdbomberbeschuss auf Kirchdornberger Gebiet eine Bruchlandung hinlegte. Der Rest eines Leitwerks, „dekoriert“ mit allen Abschüssen, befand sich jahrzehntelang in Privatbesitz und wurde 2015 versteigert.
Die folgende Tabelle zeigt die vollständige Auflistung aller fliegenden aktiven Einheiten (ohne Schul- und Ergänzungsverbände) der Luftwaffe der Wehrmacht, die hier zwischen 1937 und 1945 stationiert waren.
| Von            | Bis           | Einheit                                                                         | Ausrüstung                                        |
| -------------- | ------------- | ------------------------------------------------------------------------------- | ------------------------------------------------- |
| April 1937     | Oktober 1938  | IV./KG 254 (IV. Gruppe des Kampfgeschwaders 254)                                |                                                   |
| November 1938  | April 1939    | II./KG 254                                                                      |                                                   |
| Mai 1939       | November 1939 | II./KG 28                                                                       | Heinkel He 111P                                   |
| September 1939 | Februar 1940  | Stab/KG 54                                                                      | Heinkel He 111P                                   |
| November 1939  | Dezember 1939 | I., II./JG 77 (I. und II. Gruppe des Jagdgeschwaders 77)                        | Messerschmitt Bf 109E                             |
| Februar 1940   | März 1940     | I./KG 4                                                                         | Heinkel He 111P                                   |
| März 1940      | April 1940    | II./KG 27                                                                       | Heinkel He 111P                                   |
| Mai 1940       | Mai 1940      | II./ZG 1 (II. Gruppe des Zerstörergeschwaders 1)                                | Messerschmitt Bf 110                              |
| Mai 1940       | Mai 1940      | III./KG z. b. V. 1 (III. Gruppe des Kampfgeschwaders zur besonderen Verwendung) | Junkers Ju 52/3m                                  |
| Mai 1940       | Mai 1940      | Aufkl.St. Fliegerdivision 7 (Aufklärungsstaffel der 7. Flieger-Division)        |                                                   |
| Mai 1940       | Juni 1940     | II./KG 54                                                                       | Heinkel He 111P                                   |
| Juli 1940      | März 1941     | I./NJG 1 (I. Gruppe des Nachtjagdgeschwaders 1)                                 | Messerschmitt Bf 110, Dornier Do 17Z              |
| November 1941  | Mai 1942      | III./KG 3                                                                       | Dornier Do 17Z, Junkers Ju 88A                    |
| 1941           | 1942          | Überführungskdo. Gütersloh                                                      |                                                   |
| 1942           | 1944          | Flugzeugschleuse Mittle/Luftflottenkdo. Reich                                   |                                                   |
| Mai 1944       | August 1944   | II./NJG 5                                                                       | Messerschmitt Bf 110F-4                           |
| Juni 1944      | Juni 1944     | II./JG 2                                                                        | Messerschmitt Bf 109G-6                           |
| Juli 1944      | Juli 1944     | I./JG 3                                                                         | Messerschmitt Bf 109G-6                           |
| August 1944    | August 1944   | II./NJG 3                                                                       | Junkers Ju 88G-1                                  |
| September 1944 | Oktober 1944  | II./JG 27                                                                       | Messerschmitt Bf 109G-6, Messerschmitt Bf 109G-14 |
| September 1944 | November 1944 | III./NJG 2                                                                      | Junkers Ju 88G-1, Junkers Ju 88G-6                |
| September 1944 | Oktober 1944  | Stab/JG 11                                                                      | Messerschmitt Bf 109G-14                          |
| Oktober 1944   | Dezember 1944 | Stab, II./SG 4                                                                  | Focke-Wulf Fw 190F-8                              |
| November 1944  | März 1945     | II./NJG 4                                                                       | Junkers Ju 88G-1                                  |
| Dezember 1944  | Januar 1945   | IV./JG 3                                                                        | Focke-Wulf Fw 190A-8                              |
| März 1945      | März 1945     | III./JG 27                                                                      | Messerschmitt Bf 109K                             |

### Advanced Landing Ground Y-99
Am 4. April 1945 wurde der Fliegerhorst durch die US Army eingenommen und unter der alliierten Codebezeichnung Advanced Landing Ground ALG Y-99 am 6. April von der United States Army Air Forces (USAAF) in Betrieb genommen. Im April waren die 125th Liaison Squadron und die mit F-6 Mustang und F-5 Lightning ausgerüstete 363d Tactical Reconaissance Group die ersten alliierten Nutzer des notdürftig hergerichteten Flugplatzes. Als dritter fliegender US-Verband lag die mit P-51 Mustang ausgerüstete 370th Fighter Group vom 20. April bis 27. Juni 1945 in Gütersloh. Die Verbindungsstaffel nutze auch die Behelfspiste im Ortsteil Avenwedde (siehe auch Abschnitt 4).
Zum 22. Juni 1945 wurde der Flugplatz schließlich an die britische Besatzungsmacht übergeben, womit eine 71-jährige Nutzungsphase als Militärstandort des Vereinigten Königreichs begann.

### RAF Gütersloh

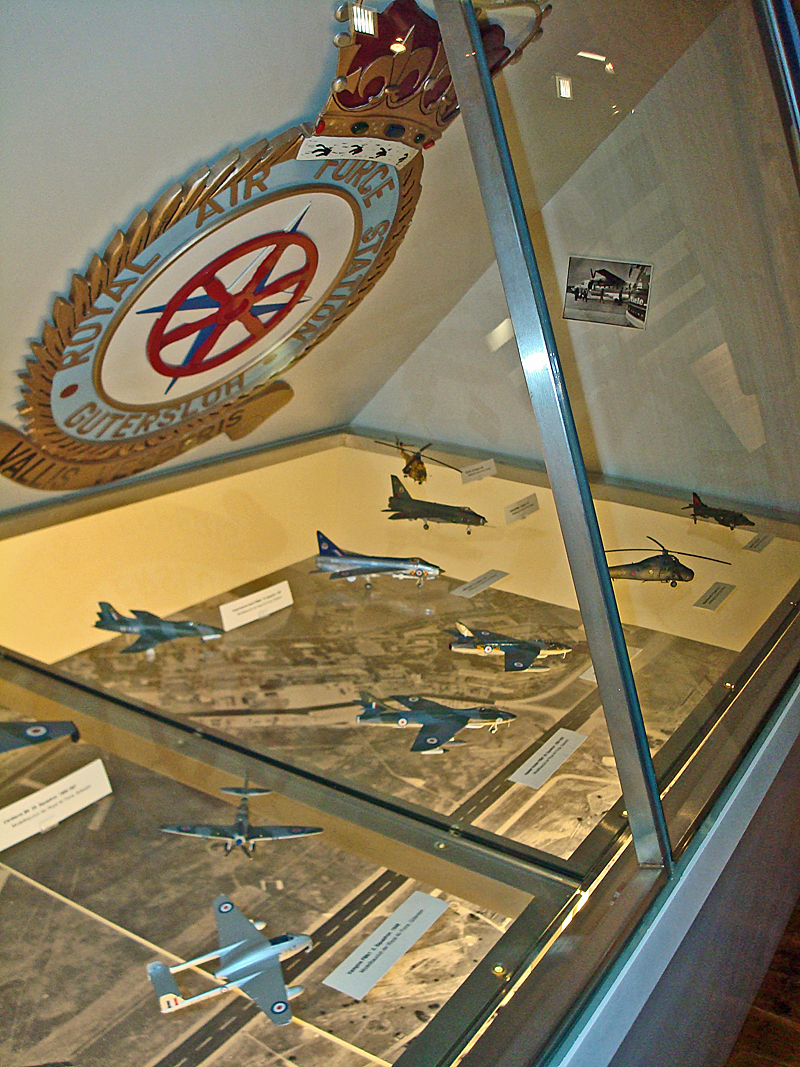
Vitrine zur Royal Air Force im Stadtmuseum Gütersloh

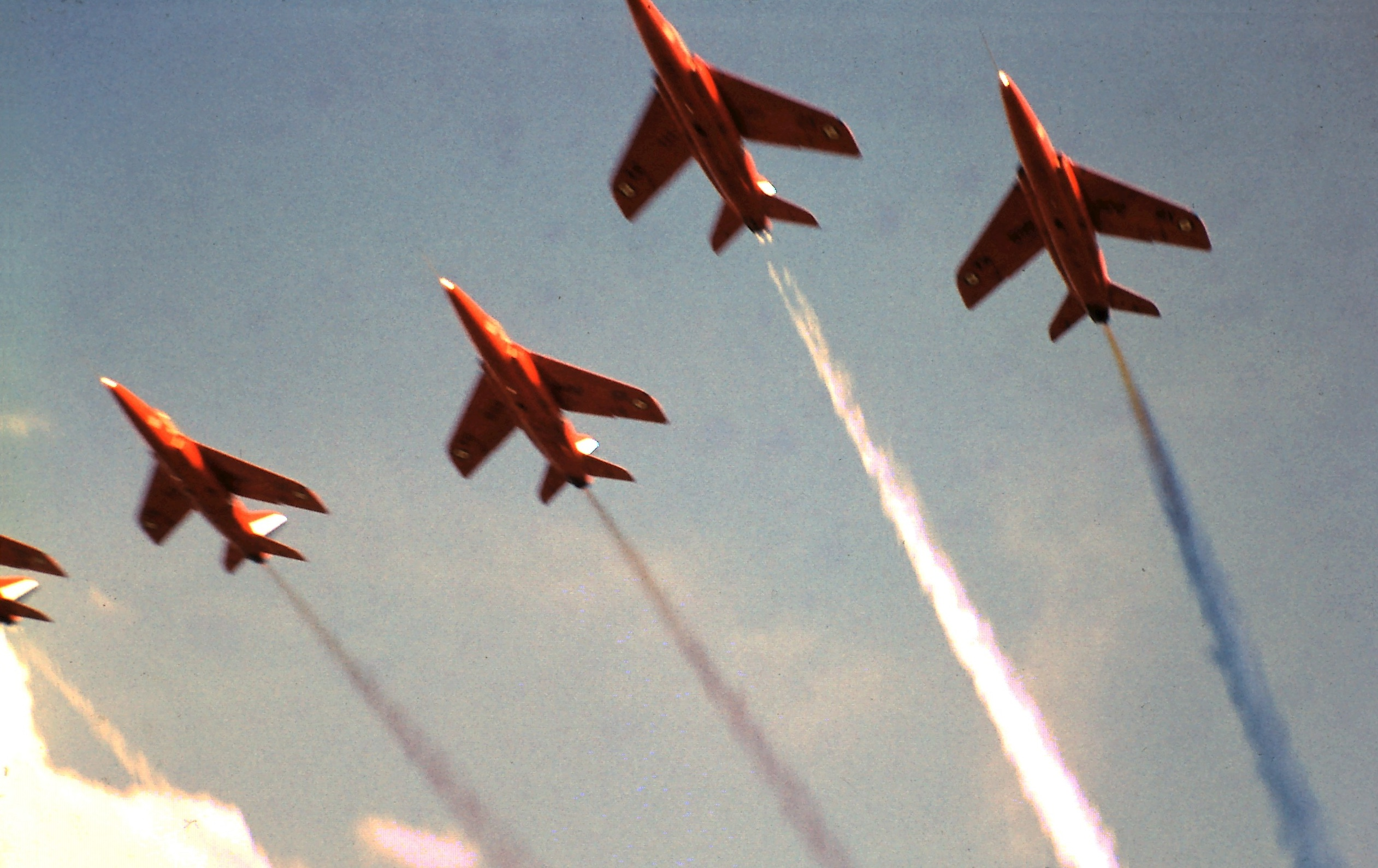
Die Fliegerstaffel Red Arrows bei der Flugschau der Royal Air Force im Mai 1967

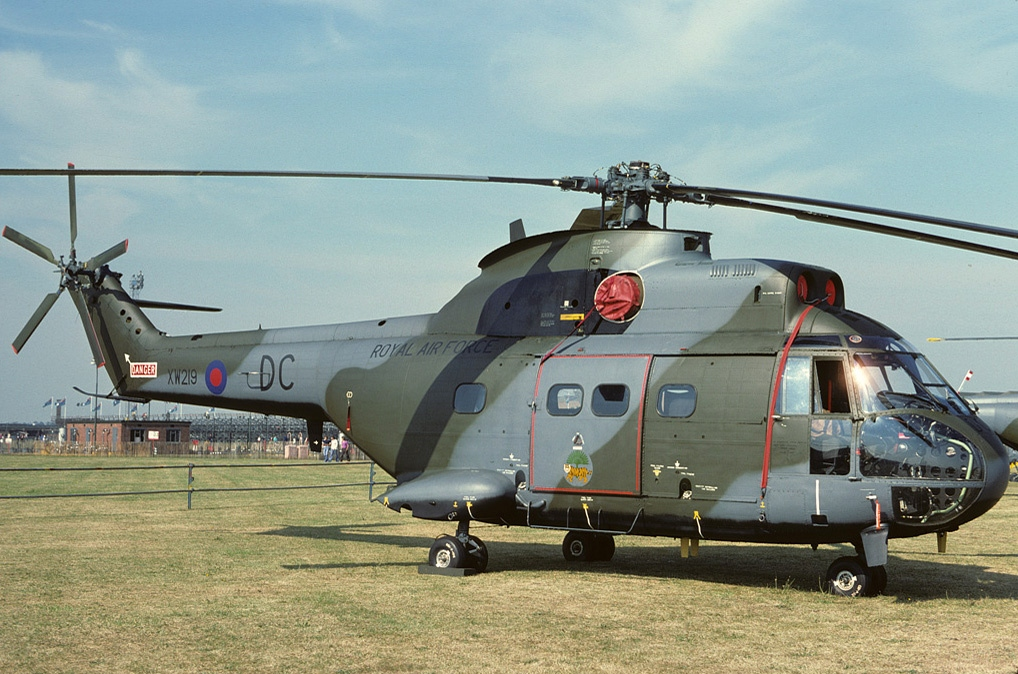
Westland SA-330E Puma HC1 der 230. Squadron, 1977

Die British Air Force of Occupation (BAFO) errichtete eine Betonlandebahn auf dem Flugplatz und stationierte ab Herbst 1945 für zwei Jahre das 140. Wing, ein Geschwader Mosquitos. Auf der Royal Air Force Station Gütersloh, kurz RAF Gütersloh, so die offizielle Bezeichnung ab Ende 1947, wurden diese durch drei Staffeln Tempests ersetzt. Von 1948 bis 1949 war Gütersloh Ausweichplatz für die Berliner Luftbrücke, was dazu führte, dass zusätzlich eine Staffel Spitfires und die erste mit Strahlflugzeugen Vampire ausgerüstete Staffel in Gütersloh lagen. Die mit dem Ende der Luftbrücke einhergehende Entspannung der politischen Lage führte im Sommer 1949 zur Verlegung zweier Gütersloher Staffeln nach Malaya bzw. Hongkong und zur Abgabe einer Staffel an RAF Wunstorf, eine der Luftbrückenbasen.
Im Jahr 1949 verblieben zunächst lediglich zwei Vampire-Staffeln in Gütersloh, nach dem Ausbruch des Koreakrieges kam es jedoch ab Mitte 1950 zur Verdoppelung der fliegenden Verbände. 1951 besuchten NATO-Oberbefehlshaber Dwight D. Eisenhower und der britische Außenminister Eden RAF Gütersloh. Die erste Hälfte der 1950er-Jahre stand ganz im Zeichen des NATO-Aufbaus und es wurden viele gemeinsame Manöver mit den neuen NATO-Partnern durchgeführt. Die Gütersloher Staffeln wurden folgerichtig der 2nd Allied Tactical Air Force der NATO unterstellt. Eine Ausnahme stellte insofern die zeitweilige Stationierung von Canberra-Bombern Mitte der 1950er-Jahre dar, die dem Bomber Command unterstanden. Nach dem Abzug der Canberras im Jahr 1957 wurde RAF Gütersloh – mittlerweile im Rahmen der RAF Germany – bis 1970 Heimatbasis der Hunter, die zunächst einige Jahre als Tagjäger, ab Anfang der 1960er-Jahre insbesondere als Aufklärer eingesetzt wurde.
Neben Kampfflugzeugstaffeln war RAF Gütersloh ab Anfang 1963 auch Heimatplatz von Transporthubschraubern zur Heeresunterstützung, zunächst für zwei Jahre des Typs Whirlwind im Dienst der 230. Staffel und anschließend bis Ende 1980 des Typs Wessex, letztere im Dienst der 18. Staffel.
Seit Mitte der 1960er-Jahre fungierte Gütersloh zusätzlich auch noch als „Airhead“ für die RAF Germany. Dies bedeutete neben dem täglichen Flugbetrieb der hier liegenden Staffeln eine Vielzahl weiterer Flugbewegungen von Transport- und Verkehrsflugzeugen. Erstere kamen meist aus RAF Brize Norton oder RAF Lyneham, letztere insbesondere aus Luton.
Im Jahr 1965 fand die erste Visite von Königin Elisabeth II. und ihrem Gatten Philip, Duke of Edinburgh, anlässlich eines zehntägigen Staatsbesuches in Deutschland statt, es war ihr längster Staatsbesuch überhaupt außerhalb des Commonwealth. In Ermangelung anderer geeigneter Übernachtungsmöglichkeiten auf dem Flugplatzgelände wurden für die Monarchin und ihren Prinzgemahl in Höhe der Offiziersmesse über die Anschlussgleise der Bahnstrecke Ibbenbüren–Hövelhof mehrere komfortable Salonschlafwagen der Bundesregierung bereitgestellt.
Ab 1965 bis 1977 waren hier im Rahmen der Quick Reaction Alert-Bereitschaft für Nordwestdeutschland ständig zwei Lightning-Abfangjäger startbereit, diese konnten jederzeit innerhalb weniger Minuten in der Luft sein. Die Lightnings standen im Dienst der 19. und seit 1968 der 92. Squadron.
Im Jahr 1967 fand ein Großflugtag, 1972 ein „Family Day“ und 1975 wieder ein Großflugtag statt. Am 7. Juli 1977 kam die britische Königin ein weiteres Mal nach Gütersloh, diesmal auf dem Luftweg, für einen Besuch im Paderborner Land.
Nach zwölf Jahren verlegte die RAF Germany ihre Abfangjägerstaffeln 1977 nach RAF Wildenrath. Im Austausch kamen die bis dahin in RAF Wildenrath stationierten Harrier-Senkrechtstarter zur Luftnahunterstützung der Landstreitkräfte nach RAF Gütersloh. Die Harrier, zunächst die der ersten Generation, standen im Dienst der 3. und der 4. Squadron, wobei Ende 1988 der erste Harrier der zweiten Generation in Gütersloh eintraf.
Im Frühjahr 1982 fand mit Beteiligung Gütersloher Piloten der Falklandkrieg statt. Im Spätsommer desselben Jahres richtete die No. 230 Squadron, die 1980, inzwischen ausgerüstet mit der Puma, nach Ostwestfalen zurückgekehrt war, das „NATO Tiger Meet“ aus. Neben letzterer kehrte Mitte 1983 nach in England erfolgter Umrüstung auf die Chinook auch die 18. Staffel nach Gütersloh zurück.
Im Ernstfall hätten die beiden Harrier- und beiden Hubschrauberstaffeln den Flugplatz jederzeit binnen fünf Stunden, so die Zielvorgabe, inklusive sämtlichem Personal und Ausrüstung evakuieren sollen.
Für eine REFORGER-Übung kamen 1984 Boeing-747-Jumbo-Jets der British Airways nach Gütersloh. Im Jahr 1987 war wieder ein „Family Day“ anlässlich des 50-jährigen Bestehens. Im Jahr 1988 fand das letzte Display der Red Arrows im Rahmen der Vorbereitung für die Rhine Army Summer Show (RASS) in Bad Lippspringe statt.
Nach dem Fall der Berliner Mauer begann 1992 der Abzug der RAF. Den letzten Start absolvierte eine Boeing 767 der Britannia Airways am späten Abend des 31. März 1993. Anlässlich des 100. Geburtstages der RAF kam es 25 Jahre später, im April 2018, nochmals zu einem Überflug eines seinerzeit hier stationierten Chinooks, der aber von den lokalen Behörden keine Landegenehmigung erhielt.

### Princess Royal Barracks Gütersloh
RAF Gütersloh wurde 1993 geschlossen und das Areal zur Jahresmitte als Princess Royal Barracks („PRB“) von der damaligen Britischen Rheinarmee (BAOR) (später: Britische Streitkräfte in Deutschland) übernommen, die auf dem Gelände Verbände des Royal Logistic Corps (RLC) und das 1. Regiment des Army Air Corps (AAC) stationierten. Die Princess Royal besuchte in ihrer Rolle als Ehrenoberst „ihre“ Truppen in Gütersloh in den folgenden Jahrzehnten mehrmals.
Im Jahr 1994 erfolgte die Aufnahme des zivilen Flugbetriebs durch die Flughafen Gütersloh GmbH, der jedoch auf Flugzeuge örtlicher Firmen beschränkt blieb. Plänen für die Nutzung durch zivile Verkehrsflugzeuge nach dem Vorbild von Hahn AB und RAF Laarbruch wurden hingegen von den damaligen rot-grünen Regierungen in Stadt und Land eine Absage erteilt.
Mitte der 1990er-Jahre waren die AAC-Helikopter, Westland Lynx AH.7 und Gazelle AH.1 an den Jugoslawienkriegen beteiligt.
Im Frühjahr 2000 wurde eine der drei Helikopterstaffeln zurück ins Vereinigte Königreich verlegt, nachdem die Gazelle bereits zum Ende des Vorjahres abgezogen worden waren. Im selben Jahr gab es auch einen ersten Kindertag. Dieser „Children Day“ sollte anschließend jährlich bis zur Einstellung des Flugbetriebs 2013 stattfinden. Organisatorin war die langjährige letzte Flugleiterin des Hubschrauber-Regiments, Pamela Flora. Für ihren Einsatz und weitere karitativen Aktivitäten wurde sie 2012 von Prinz Charles, der Gütersloh 2010 zuletzt besucht hatte, mit dem Orden Member of the British Empire ausgezeichnet.
Im Jahr 2003 wurde der zivile Flugbetrieb auf Wunsch der britischen Armee wieder eingestellt und 2004/2005 begann ein Ausbau der Army-Einrichtungen. Die beiden verbleibenden Staffeln wurden im selben Jahr auf die Lynx AH.9 umgerüstet.
Ende 2003 wurden in der Lokalpresse Vermutungen geäußert, es liefen im Verborgenen Vorbereitungen für die Wiederaufnahme des militärischen Flugbetriebes: Kalibrierungsanflüge für das Instrumenten-Lande-System ILS durch Beech-King-Air-Maschinen häuften sich, die Landebahn wurde gereinigt, Anflugschneisen freigeschnitten und die Befeuerungsanlage saniert. Damals führten auch zwei Harrier GR9 kurzzeitig Testflüge (Starts und Landungen) durch. Dass man den Neubau des Naafi-Shops, der in der Einflugschneise liegt, in seiner Höhe beschränkte, wurde als weiteres Indiz für die Wiederaufnahme des Flugverkehrs gedeutet. Eine solche Planung wurde jedoch von den Briten verneint. Es lag aber ein Schreiben des Bundesministeriums der Verteidigung vor, welches besagt, dass die Infrastruktur des Platzes nicht durch die Baumaßnahmen eingeschränkt werden dürfe.
Neben weiteren Verlegungen auf den Balkan waren Gütersloher Helikopter im 21. Jahrhundert auch noch im Irak sowie in Afghanistan im Einsatz. Helikopter der 661. Squadron waren während der Olympischen Spiele 2012 zur Unterstützung der Sicherheitsmaßnahmen auf der Themse vertäuten Ocean stationiert. Insgesamt war das 1. Regiment Army Air Corps in seinen zwei Jahrzehnten, in denen es in Gütersloh lag, an 17 Operationen beteiligt.
Aufgrund von Kürzungen im Verteidigungshaushalt, Auslandseinsätzen und Umrüstungen befanden sich ab 2009 nur noch wenige Luftfahrzeuge am Platz, fast ausschließlich ältere Lynx AH.7; lediglich im Winter 2012/2013 gehörten für kurze Zeit auch Lynx AH.9A zum Bestand des Regiments. Der Flugbetrieb wurde schließlich am 4. Oktober 2013 offiziell eingestellt, wobei der letzte Helikopter Gütersloh aus technischen Gründen erst am Mittag des 8. Oktober 2013 in Richtung Dishforth verließ. Das Regiment wurde anschließend nach Yeovilton verlegt. Der Flugplatz wurde zum 1. November 2013 von den Briten geschlossen.
Parallel zum Abzug der Heeresflieger begann auch die Rückführung der Logistikverbände ins Vereinigte Königreich. Als vorletzter Einsatzverband verließ das 1. Regiment des RLC Mitte 2015 die Kaserne an der Marienfelder Straße in Richtung St David's Barracks in Bicester und das 6. Regiment des RLC wurde ein Jahr später nach Dishforth verlegt. Beide Regimenter wurden bei ihren jeweiligen Abschiedsparaden mit dem Fahnenband der Bundesrepublik Deutschland ausgezeichnet.
Eine Nachhut der Briten gab den Flugplatz Anfang November 2016 an den Bund zurück. Wenige Monate später erhielt der neue Flugzeugträger-Kai in Portsmouth im März 2017 den Namen „Princess Royal Jetty“.
Als nach mehrjähriger Prüfung klar war, dass es keinen Bedarf mehr gab, das Areal weiterhin als Militärflugplatz zu nutzen, wurde der Flugplatz 82 Jahre nach seiner Eröffnung im Frühjahr 2019 durch das Luftfahrtamt der Bundeswehr luftrechtlich entwidmet.

### Stationierte Flugzeugtypen

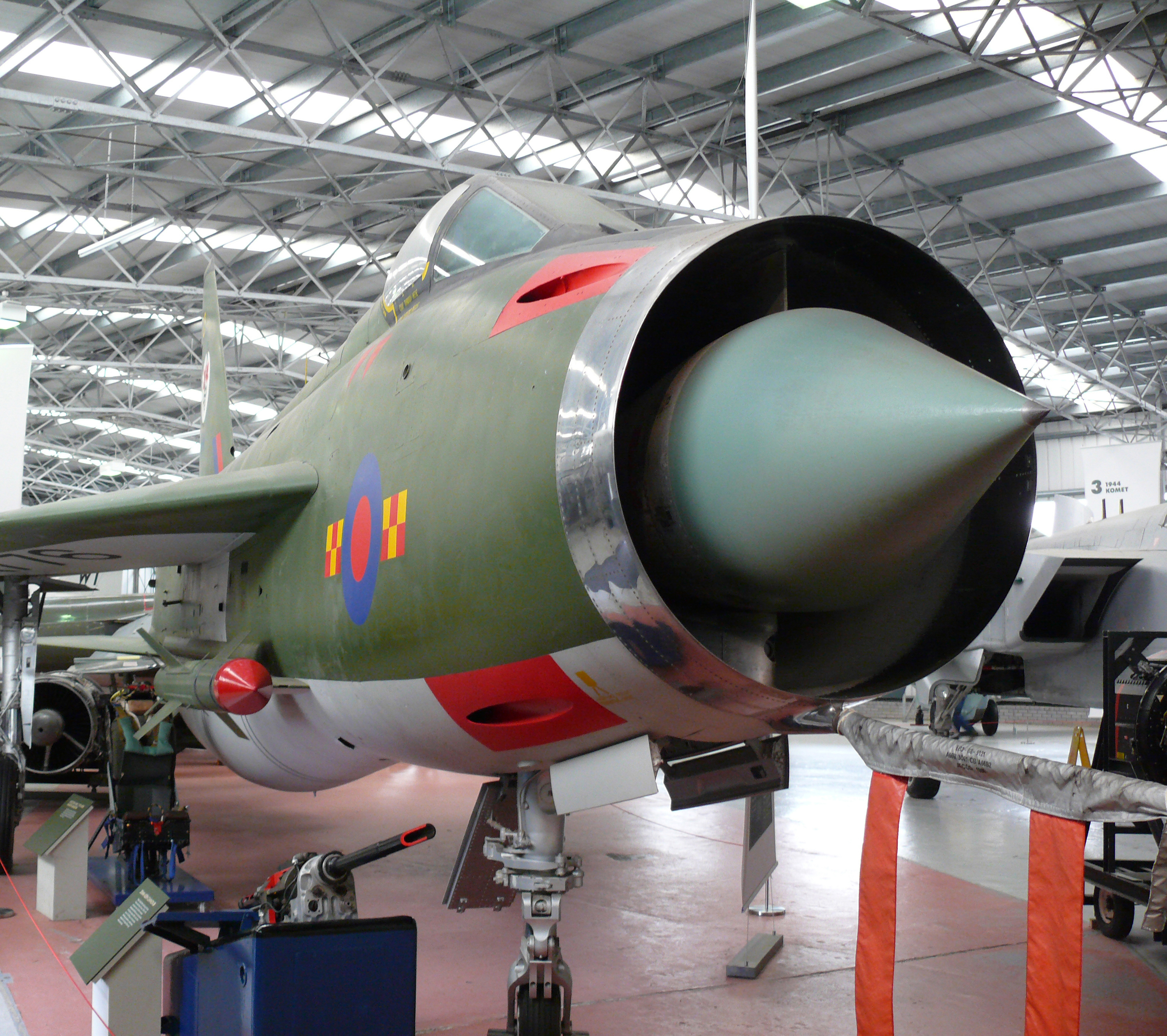
English Electric Lightning der bis 1977 in Gütersloh stationierten 92. Squadron im Schottischen National Museum of Flight in East Fortune, East Lothian

Die Nutzer betrieben (in gleicher Reihenfolge wie im vorigen Abschnitt aufgeführt) folgende Luftfahrzeugmuster:
1. Focke-Wulf Fw 190, Heinkel He 111P, Junkers Ju 52/3m, Junkers Ju 86, Junkers Ju 88, Messerschmitt Bf 109, Messerschmitt Bf 110G – in alphabetischer Reihenfolge
2. North American F-6/P-51 Mustang, Lockheed F-5 Lightning
3. De Havilland Mosquito FB.VI, Hawker Tempest F.II, Supermarine Spitfire F24, De Havilland Vampire F1/FB5, Gloster Meteor FR9, English Electric Canberra B2/B1(8), Supermarine Swift FR5, Hawker Hunter F6/FR10, Westland Whirlwind HAR10, English Electric Lightning F2/F2A/T4, Westland Wessex HC2, BAe/Hawker Siddeley Harrier GR3/T4/GR5/GR5A/GR7/GR7A, Aérospatiale/Westland Puma HC1, Boeing Chinook HC1 – in der Reihenfolge der Stationierung
4. Aérospatiale/Westland Gazelle AH1, Westland Lynx AH7/AH9/AH9A

Eine tabellarische Übersicht aller hier stationierten RAF-Staffeln findet sich in der englischen wikipedia.

## Zwischenfälle
- Am 21. April 1949 platzte an einer Avro York C.1 der Royal Air Force (Luftfahrzeugkennzeichen MW188) beim Start vom Militärflugplatz Gütersloh ein Reifen. Die Piloten kehrten für eine Notlandung zurück. Dabei geriet das Flugzeug von der Landebahn ab, wobei das Fahrwerk zusammenbrach und die Maschine irreparabel beschädigt wurde. Alle Insassen überlebten den Unfall.[11]
- Am 17. Mai 1966 kollidierte ein F-104G Starfighter des Jagdbombergeschwaders 31 „Boelcke“ (DA+129) bei einer Notlandung entgegen der aktuellen Landerichtung mit der aufgerichteten Netzfanganlage. Das Flugzeug wurde dabei so stark beschädigt, dass es danach nicht mehr in den Flugbetrieb zurückkehrte. Der Pilot überlebte mit Verletzungen. Die Notlandung erfolgte wegen Schubverlusts auf Grund einer Fehlfunktion der verstellbaren Nachbrennerdüse.[12]
- Am 24. Januar 1973 verlor der Pilot einer Blackburn Buccaneer S.2B der britischen Royal Air Force (RAF) (XW535) bei einem heftigen Ausweichmanöver im Tiefflug die Kontrolle über das Flugzeug. Beide Besatzungsmitglieder stiegen mit dem Schleudersitz aus. Die Maschine stürzte 17 Kilometer östlich der Basis RAF Gütersloh ab. Die beiden Besatzungsmitglieder überlebten den Unfall.[13]

## Wetterdaten
Die Briten stellten ihre am Flugplatz Gütersloh für die Starts und Landungen der Helikopter erhobenen Wetterdaten der Weltorganisation für Meteorologie zur Verfügung. Damit konnten beispielsweise der Deutsche Wetterdienst oder Meteomedia auf Daten zur Temperatur, Luftfeuchtigkeit, Windrichtung und -geschwindigkeit, Niederschlagsmenge und Höhe der Wolkenuntergrenze zugreifen, ohne eine eigene Wetterstation in Gütersloh zu unterhalten. Die Wetterstation wird heute von den Deutschen weiterbetrieben.

## Zivile Nachnutzung
Im Oktober 2010 gab die britische Regierung bekannt, ihre Streitkräfte bis 2020 aus Deutschland abzuziehen. Bereits zuvor wurde ein Gutachten zur Machbarkeit eines erneuten beschränkten privaten Flugbetriebs veröffentlicht. Demnach kostet der Betrieb neben Einmalinvestitionen von knapp 15 Millionen Euro jährlich knapp 2 Millionen Euro.
Am 7. Mai 2012 sprach sich der Rat der Stadt Gütersloh einstimmig gegen eine Wiederaufnahme des privaten Flugverkehrs auf dem britischen Militär-Flugplatz aus. Sowohl die hohen Investitions- wie auch die Betriebskosten sprächen gegen eine Wiederaufnahme des Flugbetriebs, zumal in erreichbarer Entfernung genügend Flugplätze diese Option für den Geschäftsreiseverkehr abdeckten. Die Entscheidungsträger sehen mit dem Beschluss eine wesentliche Voraussetzung für die Entwicklung des Geländes nach dem angekündigten Abzug der Briten. Die Stadtverwaltung Gütersloh wird in dem Beschluss aufgefordert, nun „zeitnah“ Gespräche mit der Bezirksregierung Detmold in der Sache aufzunehmen. Ein im Juni 2012 veröffentlichtes Gutachten kam demgegenüber zu deutlich niedrigeren Kosten, sodass der Kreis Gütersloh für einige Zeit noch am Offenhalten der Option einer wie auch immer gearteten fliegerischen Folgenutzung festhielt.

### Flüchtlinge
Nachdem das Gros der britischen Truppen im Sommer 2016 abgezogen war und die Übergabe der Liegenschaft Anfang November 2016 vorgesehen war, wurde als erste Nachnutzung die Unterbringung von rund 1000 Flüchtlingen in den Kasernen auf dem Flughafengelände in einer Zentralen Unterbringungseinrichtung (ZUE) des Landes angekündigt.

### Planungen einer gewerblichen Folgenutzung
Ein von NRW Urban für die Stadt Gütersloh erstelltes Konzept zur Konversion des Flughafengeländes sieht gemäß der Devise „Grün bleibt Grün“ für etwa 200 Hektar der Fläche im Offenlandbereich die Nutzung als Biotop, etwa 100 Hektar auf den bebauten Bereichen entlang der Marienfelder Straße für gewerbliche Nutzungen und 40 Hektar zur Naherholung vor.
Im September 2013 verständigten sich sämtliche Fraktionen im Gütersloher Stadtrat und im Kreistag auf eine gemeinsame Position zu einer interkommunalen Gewerbeflächenentwicklung und den Verzicht auf den Flugplatzstatus. Die Größe des Gewerbegebiets soll sich danach an dem Bedarf der beteiligten Kommunen und der grundsätzlichen Erreichbarkeit „über vorhandene Verkehrswege, die bei Bedarf ertüchtigt werden, sowie den Gleisanschluss zur TWE-Strecke“ orientieren.

### Schutz von Flora und Fauna
Auf Teilen des Flughafengeländes hat sich bis heute die Vegetation der alten Emsauenlandschaft erhalten. Durch die extensive Nutzung befinden sich auf den jahrzehntelang ungedüngten Magerrasenflächen im Offenlandbereich in Größe und Ausdehnung herausragende Naturlebensräume mit einer hohen Artenvielfalt und vielen schützenswerten und vom Aussterben bedrohte Pflanzen- und Tierarten.
So wurde bei einer Biotopkartierung im Jahre 2013 die 44,5 Hektar große und in Nordrhein-Westfalen bedeutendste Fläche an Heidenelkenrasen (begleitet durch Berg-Sandglöckchen und Rundblättrige Glockenblume) festgestellt. Weitere geschützte Pflanzenvorkommen sind unter anderem Bereiche von Straußgrasrasen (29,1 Hektar), 7,9 Hektar umfassende Silbergrasflure (mit Feldbeifuß und Ausdauernder Knäuel) und der mit 2,6 Hektar zweitgrößte zusammenhängende Borstgrasrasen (mit Sparrige Binse, Gewöhnliche Natternzunge, Hirse-Segge und Zittergras) in der Westfälischen Bucht.
Bei einer ornithologischen Bestandserhebung wurden zudem rund 50 Brutvogelarten entdeckt, darunter eine Reihe von Rote-Liste-Arten wie großer Brachvogel, Wiesenpieper, Rohrweihe und 38 Reviere der Feldlerche. Im November 2013 empfahl das Landesamt für Natur, Umwelt und Verbraucherschutz Nordrhein-Westfalen (LANUV) für ein mindestens 126 Hektar großes zusammenhängendes Biotop rund um die ehemalige Start- und Landebahn die Ausweisung als Naturschutzgebiet.
Am 19. Dezember 2017 entschied die Bundesanstalt für Immobilienaufgaben, dass ein 230 Hektar großer Bereich als Nationales Naturerbe dauerhaft in Bundesbesitz verbleiben und vom Geschäftsbereich Bundesforst der Bundesanstalt für Immobilienaufgaben gepflegt werden soll.

### Hangar 1 temporäre Einrichtung eines COVID-19 Testzentrum
Ab 25. Juni 2020 richtete der Kreis Gütersloh, in Folge eines Corona Ausbruchs im Werk der Firma Tönnies, ein COVID-19 Testzentrum auf dem ehemaligen Flugplatz ein. Die Tests wurden als Drive-Thru (Durchfahrttests) täglich durch Personal der Rettungsdienste, Bundeswehr und des Technischen Hilfswerks ausgeführt. Am 27. Juni 2020 besuchte NRW Gesundheitsminister Karl-Josef Laumanns, begleitet durch den Landrat des Kreises Gütersloh Sven-Georg Adenauer, sowie den NRW Landtagspräsidenten André Kuper das Corona Testzentrum.

### Hangar 6
Die Flugplatzmuseum Gütersloh gemeinnützige UG und der angegliederte Verein zur Förderung des Flugplatzmuseum Gütersloh e. V., lagert im ehemaligen Hangar 6 einige ihrer Großexponate. Die meisten dieser Luftfahrzeuge waren in Gütersloh lange Zeit stationiert und bilden einen Querschnitt durch den Flugbetrieb des ehemaligen Royal Air Force und British Army Stützpunktes. Unter anderem lagern hier folgende Luftfahrzeuge de Havilland Vampire T. Mk 11 XD622, Hawker Hunter T.Mk 7 XL618, BAe Harrier GR. Mk 3 ZD670, English Electric Canberra T. Mk 4 WT480 und Westland Lynx AH. Mk 7 ZD277. Das Depot ist Teil der Bustouren über das Gelände, die die Gütersloh Marketing GmbH anbietet. Anderweitig ist die Halle nicht öffentlich einzusehen.

### Fahrsicherheitstrainings auf dem Flugplatz
Die Verkehrswacht des Kreises Gütersloh führt auf dem Areal des Flugplatzes (vornehmlich im westlichen Teil des Shelter Areals der ehemals 4. Staffel) Verkehrssicherheitstrainings für PKW, LKW und Motorräder durch. Eine Rutschsimulationsbahn wurde dazu auf einer der ehemaligen Flugzeugabstellflächen errichtet.

## Erneute militärische Nutzung?
Im Februar 2022 wurde bekannt, dass die britischen Streitkräfte eine Rückkehr nach Gütersloh beabsichtigen. Man möchte einen Teil des Flughafens sowie die Princess Royal Barracks nutzen. Lokalpolitiker sind über eine erneute militärische Nutzung verärgert, da Gebäude und Gelände gewerblich nutzbar bzw. renaturierbar wären. Begründet wird eine erneute Stationierung und Nutzung der Liegenschaften mit dem NATO-Truppenstatut. Die Briten sind nach eigenen Angaben weiterhin an anderen Liegenschaften interessiert, die noch der Bundesanstalt für Immobilienaufgaben gehören.
Bis auf die Normandy Barracks in Sennelager sowie dem Truppenübungsplatz Senne blieben entgegen den ursprünglichen Plänen 200 britische Soldaten als Future Defence Presence (FDP) hier stationiert. Das Umdenken erfolgte im Jahr 2018 durch die Regierung Johnson.
Seit 2023 prüft die US Air Force eine militärische Wiedernutzung des Geländes.

## Sonstige Militäreinrichtungen in Gütersloh
Neben dem Flughafen gab es in Gütersloh eine weitere Kaserne. Die ehemalige Nachrichtenkaserne der Luftwaffe entstand parallel zum Fliegerhorst im Stadtteil Sundern östlich der Verler Straße. Beide Areale wurden seinerzeit durch Güterslohs erste Stadtbuslinie verbunden.
An Ostern 1945 übernahm die US-Army die Nachrichtenkaserne und nutzte sie umgehend für mehrere Wochen als Hauptquartier der Ninth United States Army. Zur schnellen Kommunikation der 9. US-Armee wurde sogar im April 1945 ein zweiter Flugplatz auf Gütersloher Gebiet angelegt. Dieser kleine Feldflugplatz befand sich südlich der Avenwedder Straße in der Nähe der heutigen Hauptverwaltung von Bertelsmann. Er diente den Verbindungsflugzeugen der höheren US-Offiziere.
Die RAF übernahm Mitte 1945 auch diese Kaserne. RAF Sundern diente bis Ende der 1950 als Hauptquartier der 2. Group. Die Hauptquartierfunktion wurde anschließend nach Rheindahlen verlegt. Nach Abzug der RAF wurde die Kaserne von der British Army übernommen und 1961 in Mansergh Barracks umbenannt. Die Kaserne war von 1989 bis 2019 Stützpunkt des 26. Regiments der Royal Artillery. Nachdem das Regiment im Sommer jenes Jahres nach Larkhill verlegt worden war, wurde das Areal im Oktober 2019 von den Briten an die BImA übergeben.
Ein drittes Militärgelände befand sich im Stadtteil Niehorst. Während des Kalten Kriegs lag westlich der Straße nach Brockhagen und nördlich der Münsterlandstraße ein unterirdisches Tanklager für Kerosin, das über das Central Europe Pipeline System versorgt wurde. Von hier pumpte man den Flugkraftstoff zum Flugplatz. Heute ist hier das Naturschutzgebiet Niehorster Heide.